# Mycetophagus punctatus
Mycetophagus punctatus är en skalbaggsart som beskrevs av Thomas Say 1826. Mycetophagus punctatus ingår i släktet Mycetophagus och familjen vedsvampbaggar. Inga underarter finns listade i Catalogue of Life.